# Mark Fenton
Mark Fenton (11 de novembro de 1866 – 29 de julho de 1925) foi um ator norte-americano da era do cinema mudo. Ele apareceu em 80 filmes entre 1915 e 1925.

## Filmografia selecionada
- Black Lightning (1924)
- American Manners (1924)
- Truxton King (1923)
- The Mark of Cain (1916)
- The Adventures of Peg o' the Ring (1916)
- Graft (1915)
- The Broken Coin (1915)
- The Black Box (1915)